# Кузьниця-Слупська
Кузьниця-Слупська (пол. Kuźnica Słupska) — село в Польщі, у гміні Ленка-Опатовська Кемпінського повіту Великопольського воєводства.
Населення — 156 осіб (2011).
У 1975-1998 роках село належало до Каліського воєводства.

## Демографія
Демографічна структура станом на 31 березня 2011 року:
|          | Загалом | Допрацездатний вік | Працездатний вік | Постпрацездатний вік |
| -------- | ------- | ------------------ | ---------------- | -------------------- |
| Чоловіки | 87      | 24                 | 56               | 7                    |
| Жінки    | 69      | 17                 | 36               | 16                   |
| Разом    | 156     | 41                 | 92               | 23                   |